# Burke (cràter)
Burke és un cràter d'impacte en el planeta Mercuri de 28,5 km de diàmetre. Porta el nom de l'actriu estatunidenca Billie Burke (1884-1970) i el seu nom va ser aprovat per la Unió Astronòmica Internacional el 2015.